# Nombres de Birmania
El país conocido en español como Birmania, o Myanmar, ha sufrido cambios tanto en su denominación oficial como en la popular en todo el mundo. La elección de los nombres se debe a la existencia de dos nombres diferentes para el país en birmano, que se utilizan en contextos diferentes.
El nombre oficial en español Birmania (en birmano: ဗမာ) era un antiguo nombre utilizado por el país Myanmar, aunque más tarde fue cambiado por el gobierno de Birmania de «Unión de Birmania» a «República de la Unión de Myanmar». Desde entonces, esos cambios de nombre han sido objeto de controversias e incidencias mixtas de adopción.

## Nombres birmanos
En birmano, Birmania se conoce como Myanmar Pyi (en birmano: မြန်မာပြည်). Myanmar Pyi es el nombre escrito y literario del país, mientras que Bama es el nombre hablado del país. El birmano, al igual que el javanés y otras lenguas del sudeste asiático, tiene diferentes niveles de registro, con marcadas diferencias entre la lengua literaria y la hablada.
Ambos nombres derivan en última instancia del endónimo del mayor grupo étnico de Birmania, los birmanos, también conocidos como Bama o Mranma en el registro hablado y en el literario, respectivamente. Por ello, algunos grupos -especialmente las minorías no birmanas- consideran que estos nombres son excluyentes.

## Nombre oficial
En inglés, el nombre oficial elegido para el país en el momento de la independencia fue «Burma» (hispanizado como «Birmania»). Este ya era el nombre con el que los británicos llamaban a su colonia antes de 1948.
En 1989, el régimen militar de Birmania creó una comisión encargada de revisar los topónimos de Birmania en lengua inglesa. El objetivo de la comisión era corregir la ortografía de los topónimos de Birmania en inglés, para descartar las grafías elegidas por las autoridades coloniales británicas en el siglo XIX y adoptar grafías más cercanas a la pronunciación birmana real (compárese con lo ocurrido en India con Calcuta/Kolkata y Calicut/Kozhikode). Estos renombramientos adoptaron la forma de la Ley de Adaptación de Expresiones, aprobada el 18 de junio de 1989. Así, por ejemplo, Rangún se cambió por Yangón para reflejar el hecho de que el sonido «r» ya no se utiliza en birmano estándar y se fusionó con un deslizamiento «y». En cuanto al nombre del país, la comisión decidió sustituir el nombre «Birmania» por «Myanmar».
En lengua birmana ha habido controversias sobre el nombre del país desde los años 30, y la decisión del régimen en 1989 trasladó la polémica a la lengua inglesa. El régimen cree que Myanmar es más integrador de las minorías que Bama, mientras que los opositores señalan que, históricamente, Myanmar es sólo una versión más literaria de Bama. 
La RAE recomienda el uso del topónimo tradicional «Birmania» en la lengua española.